# 1942 (szám)
Az 1942 (római számmal: MCMXLII) az 1941 és 1943 között található természetes szám.

## A matematikában
A tízes számrendszerbeli 1942-es a kettes számrendszerben 11110010110, a nyolcas számrendszerben 3626, a tizenhatos számrendszerben 796 alakban írható fel.
Az 1942 páros szám, összetett szám, félprím. Kanonikus alakja 21 · 9711, normálalakban az 1,942 · 103 szorzattal írható fel. Négy osztója van a természetes számok halmazán, ezek növekvő sorrendben: 1, 2, 971 és 1942.
Az 1942 egyetlen szám valódiosztóösszeg-függvényeként áll elő, ez a 2150.